# Atomaria attila
Atomaria attila är en skalbaggsart som beskrevs av Edmund Reitter 1878. Atomaria attila ingår i släktet Atomaria, och familjen fuktbaggar. Arten har ej påträffats i Sverige.